# تاكاكو تاكاهاشي
تاكاكو تاكاهاشي (باليابانية: 高橋たか子) (2 مارس 1932، كيوتو في اليابان - 12 يوليو 2013)؛ كاتِبة، مترجمة وروائية يابانية. درست في جامعة كيوتو.